# Lac Cisne
Pour les articles homonymes, voir Cisne (homonymie).
Le lac Cisne (en espagnol : lago Cisne, « lac Cygne ») est un petit lac andin d'origine glaciaire situé en Argentine, sur le territoire de la province de Chubut, dans le département de Futaleufú, en Patagonie. 

## Géographie
Le lac Cisne est alimenté avant tout par le río Navarro. 
Le lac est allongé d'ouest en est, sur plus ou moins 3,5 kilomètres. Il est situé au sein du 
parc national Los Alerces. 

Il est entouré de toutes parts par les cimes enneigées et les glaciers des Andes de Patagonie.
L'émissaire du lac est le río Cisne qui se jette dans le bras nord du lac Menéndez distant de seulement 800 mètres. 